# Ljubov' Poliščuk

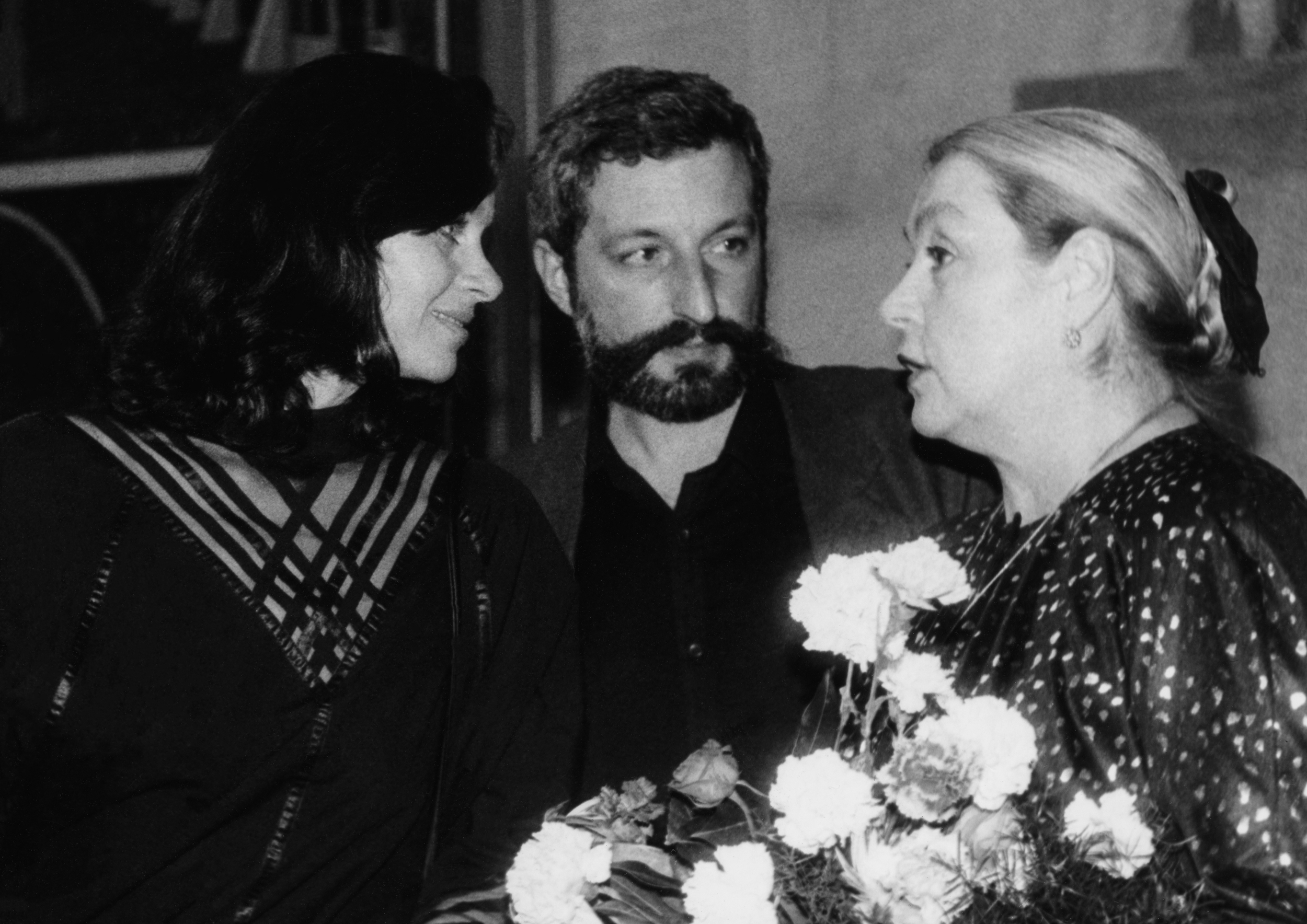
1993

Ljubov' Grigor'evna Poliščuk (in russo Любовь Григорьевна Полищук?; Omsk, 21 maggio 1949 – Mosca, 28 novembre 2006) è stata un'attrice russa.

## Filmografia parziale
- Le 12 sedie (1976)
- 31 giugno (1978)
- Prezumcija nevinovnosti (1988)
- Shirli myrli (1995)
- Kadril, regia di Viktor Abrosimovič Petrov (1999)